# Кромміон

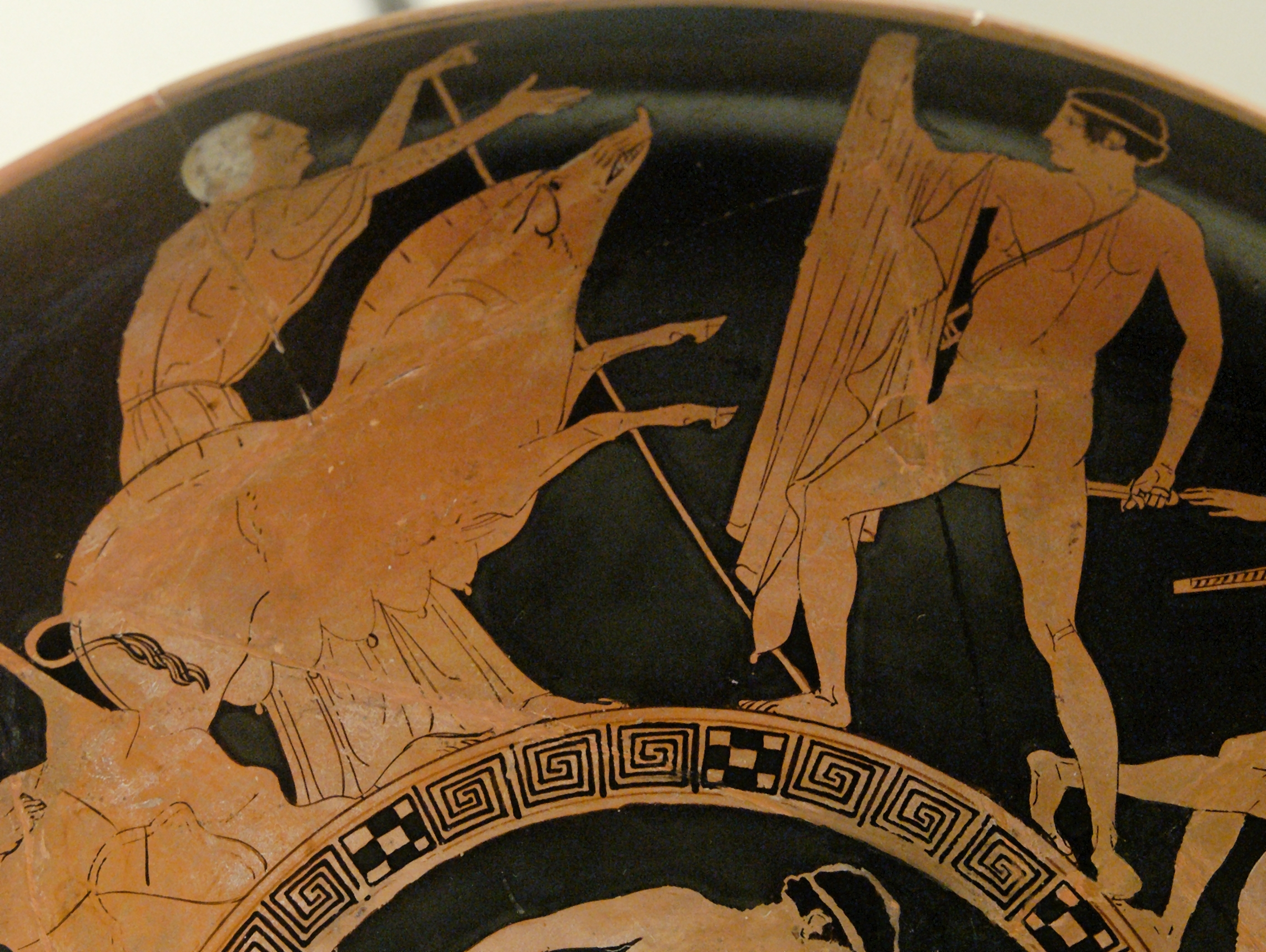
Тесей приборкує кромміонську свиню, зображення на аттичному червонофігурному кіліксі, 440—430 рр. до н. е., Британський музей

37°57′0″ пн. ш. 23°7′0″ сх. д. / 37.95000° пн. ш. 23.11667° сх. д.
37°57′00″ пн. ш. 23°07′00″ сх. д. / 37.95° пн. ш. 23.11666667° сх. д.
Кромміон (дав.-гр. Κρομμυων) — історична місцевість у Греції на сході Істмійського перешийку, на півшляху між Коринфом і Мегарами. Назва її походить від дав.-гр. κρόμμυον, «цибуля», що може свідчити про те, що тут здавна вирощували або збирали цю рослину. Пізніше тут виникло однойменне місто.
Міфи згадують цю місцевість в зв'язку із Феєю — страшною дикою свинею (її називали також «кромміонською свинею»), яка наводила жах на місцевих мешканців. За іншими версіями Феєю звали стару, що виростила свиню, або ж розбійницю, колишню повію, що тероризувала зі своїми спільниками всю округу. Проте в усіх варіантах міфу — і свиню, і розбійницю — здолав герой Тесей.
Тесею приписують також встановлення межевого каменю на захід від Кромміона, який позначав кордон між землями, заселеними іонійцями, і Коринфом, населеним ахейцями. Про те, що за мікенських часів цю місцевість населяли іонійці свідчить і місцеве святилище Аполлона і його матері Лато, божеств, особливо шанованих саме іонійцями, яке було релігійним центром усієї округи і залишалося ним і після дорійського завоювання у X ст. до н. е..
У IX ст. до н. е. Кромміон увійшов до складу мегарської держави, у третій чверті VIII ст. до н. е. був відібраний у мегарців коринфянами, які перетворили його на опорний прикордонний пункт, який захищав підходи до однієї з коринфських гаваней — Кенхрея.
Під час Пелопоннеської війни (431 — 404 рр. до н. е.) був розграбований і частково зруйнований афінянами на чолі з Нікієм. Під час Коринфської війни (395 — 387 рр. до н. е.) двічі переходив з рук у руки — спочатку його приступом взяли спартанці під орудою Агесілая, а потім їх звідти вибили — також штурмом — афіняни під керівництвом Іфікрата.

## Сучасність
В новий час на місці стародавнього Кромміона виникло албанське селище Кінета (що в перекладі за албанської значить «багно, болото»), яке поступово розрослося до міста.